# 19-та кінопремія Голлівуду
19-та щорічна кінопремія Голлівуду відбулась 1 листопада 2015 року в готелі The Beverly Hilton у Беверлі-Гіллз. Переможці були оголошені 28 жовтня 2015 року. Актор Роберт де Ніро отримав почесну нагороду за кар'єрні досягнення під час церемонії.

## Список лауреатів
| Категорія                           | Лауреат                                                                       |
| ----------------------------------- | ----------------------------------------------------------------------------- |
| Найкращий продюсер                  | • Рідлі Скотт — «Марсіянин»                                                   |
| Найкращий режисер                   | • Том Гупер — «Дівчина з Данії»                                               |
| Найкращий актор                     | • Вілл Сміт — «Оборонець» (за роль доктора Беннета Омалу)                     |
| Найкраща акторка                    | • Кері Малліган — «Суфражистка» (за роль Мод Воттс)                           |
| Найкращий актор другого плану       | • Бенісіо дель Торо — «Сікаріо» (за роль Алехандро Гілліка)                   |
| Найкраща акторка другого плану      | • Джейн Фонда — «Юність» (за роль Бренди Морель)                              |
| Найкращий прорив актора             | • Джоел Едгертон — «Чорна меса» (за роль Джона Конноллі)                      |
| Найкращий прорив акторки            | • Алісія Вікандер — «Дівчина з Данії» (за роль Герди Вегенер)                 |
| Найкращий новий актор               | • Сірша Ронан — «Бруклін» (за роль Ейліс Лейсі)                               |
| Найкращий акторський склад          | • Мерзенна вісімка                                                            |
| Найкращий прорив акторського складу | • Корі Гоукінс, О'Ши Джексон-молодший, Джейсон Мітчелл — «Просто із Комптона» |
| Найкращий комедійний актор          | • Емі Шумер — «Дівчина без комплексів» (за роль Емі Таунсенд)                 |
| Найкращий режисерський прорив       | • Адам Мак-Кей — «Гра на пониження»                                           |
| Найкращий сценарист                 | • Том Мак-Карті, Джош Сінгер — «У центрі уваги»                               |
| Найкращий блокбастер                | • Форсаж 7                                                                    |
| Найкраща пісня                      | • Wiz Khalifa, Чарлі Пут — «See You Again» (фільм «Форсаж 7»)                 |
| Найкращий документальний фільм      | • Емі                                                                         |
| Найкращий анімаційний фільм         | • Думками навиворіт                                                           |
| Найкращий оператор                  | • Януш Камінський — «Міст шпигунів»                                           |
| Найкращий композитор                | • Александр Деспла — «Дівчина з Данії», «Суфражистка»                         |
| Найкращий монтажер                  | • Девід Розенблум — «Чорна меса»                                              |
| Найкращі візуальні ефекти           | • Тім Александр — «Світ Юрського періоду»                                     |
| Найкращий звук                      | • Гері Райдстром — «Міст шпигунів»                                            |
| Найкращий дизайн костюмів           | • Сінді Пауелл — «Попелюшка»                                                  |
| Найкращий грим та зачіски           | • Леслі Вандерволт — «Шалений Макс: Дорога гніву»                             |
| Найкращий виробничий дизайн         | • Колін Гібсон — «Шалений Макс: Дорога гніву»                                 |
| Нагорода за кар'єрні досягнення     | • Роберт де Ніро                                                              |